# Toleryd och Björkelund
Toleryd och Björkelund var före 2015 en av SCB avgränsad och namnsatt småort i Lerums kommun i Västergötland. Den omfattade bebyggelse i de två sammanvuxna orterna i Lerums socken. Småorten upphörde 2015 när området tillsammans med småorten Slätthult växte samman till tätorten Slätthult.